# Romulea biflora
Romulea biflora är en irisväxtart som först beskrevs av Augusto Béguinot, och fick sitt nu gällande namn av M.P.de Vos. Romulea biflora ingår i släktet Romulea och familjen irisväxter. Inga underarter finns listade i Catalogue of Life.